# Henri Nicolas Alfred Swart
Henri Nicolas Alfred Swart (Tjibitoeng, Nederlands-Indië, 12 oktober 1863 - Den Haag, 23 augustus 1946) was een Nederlands generaal, onder meer gouverneur van Atjeh en vicepresident van de Raad van Nederlands Indië.

## Loopbaan
Swart nam in 1880 als volontair dienst als soldaat. Op 30 augustus 1890 werd hij, in de rang van tweede luitenant, benoemd tot ridder in de Militaire Willems-Orde voor zijn werkzaamheden te Atjeh.

### Overmeestering van de stellingen op de Gle Risé en Gle Sabi door de colonne van der Wedden, 21 november 1899
Van 1898 tot 1900 bleef Swart in de rang van kapitein werkzaam te Atjeh. Op 14 november 1899 wist de colonne van Peter Hermanus van der Wedden de stellingen Goenoeng Rabo en Tjot Kala te Atjeh te overmeesteren, waarbij onder anderen de cavalerist Michiel Meyer Cohen zich onderscheidde. Halfweg Tjot Pi en de kust had Teukoe Tji Peusangan een drietal versterkingen opgeworpen op de Gle Risé. Deze heuvelrug ligt op de linkeroever van de Peusangan rivier en steunde ’s vijands linkervleugel aan de rivier. De Nederlandse troepen kwamen na een zeer vermoeiende mars door de rimboe in ’t front van de vijandelijke stellingen. Na een dag rust werd besloten om op 21 november de stelling op de Gle Risé te overmeesteren. Ondertussen was kapitein H.N.A. Swart met een compagnie van het 12e bataljon Infanterie vanuit Lho Seumaweh ter versterking gekomen. Op 21 november 1899 leidde kapitein Swart zijn compagnie van het 12e bataljon infanterie beleidvol en met grote onverschrokkenheid aan bij de aanval op de zeer sterke vijandelijke stelling Gle Risé. Swart werd hiervoor later per Koninklijk Besluit van 13 juli 1900 no. 29 benoemd tot 3e klasse in de Militaire Willems-Orde. Aan Nederlandse zijde vielen 2 doden, vier zwaar en een tiental lichtgewonden. De vijand liet 33 doden inclusief hun wapens liggen, terwijl de in ondoorwaadbare Peusangan rivier een waar bloedbad onder de vijand werd aangericht aangezien de vijand wel via de rivier moest vluchten.

### Korps Marechaussee te voet
Na een jaar verlof in Nederland werd Swart in 1901 bevorderd tot een commandant bij het Korps Marechaussee te voet te Atjeh. Van 1902 tot 1904 bekleedde hij zijn eerste beleidsmatige functie, die van civiel gezaghebber. Hij bestuurde Poeloe Raja en Lho Seumaweh. Voor zijn buitengewone verdiensten werd hij bevorderd tot majoor en als civiel en militair resident bestuurde hij in 1905 de Zuider- en Oosterafdeeling van Borneo. Swart was gedurende tien jaar militair-gouverneur van Atjeh. Hij wist de veroverde provincie weer tot rust te brengen waar zijn voorganger generaal Van Daalen bekritiseerd werd door zijn in de ogen van velen gewelddadige vorm van besturen, en werd daarom wel de pacificator van Atjeh genoemd.

## Beleid van Swart
De Nederlands-Indische regering gebruikte Swart vooral om opstanden te onderdrukken. Na binnen het bestuur op Borneo rust te hebben gebracht werd hij in 1906 belast met de pacificatie van Celebes. In 1908 was hij werkzaam als bevelhebber tijdens de expeditie tegen het eiland Soembawa. Van mei 1908 tot augustus 1918 deed Swart als opvolger van generaal Van Daalen bestuurswerk op Atjeh. Dat hield in dat hij in eerste instantie alle overgebleven geweld de kop indrukte. Met militaire steun van kapitein Christoffel wist hij tegelijkertijd het verzet te onderdrukken en een draagvlak voor Nederlands bestuur te vestigen. Vele opstandelingen en hun volgers, waarmee de jihadisten worden aangeduid, werden op bevel van Swart maandenlang meedogenloos vervolgd.
De instructies die de generaal zijn troepen gaf luidden als volgt:
- De bevolking behoorde zo menslievend mogelijk behandeld te worden en van militaire zijde hulp en steun te ontvangen tegen de benden en bendehoofden, die op haar kosten leefden, en gestraft dienden te worden. Rust en veiligheid maar geen angst moesten onder die bevolking worden gebracht.
- Slechts daar, waar de noodzakelijkheid het eiste, mocht van wapens gebruikgemaakt worden.
- De hoofden moesten steeds met onderscheiding worden behandeld; onder druk zetten van gidsen of spionnen was verboden.
- Alle bedehuizen, woningen, erven en tuinen moesten voor vernieling of beschadiging gevrijwaard blijven en slechts bij volstrekte noodzakelijkheid mocht daarin overnacht worden. De keuze van die gebouwen werd bepaald in overleg met de bevolking; zij moest zo min mogelijk overlast van de troep ondervinden. Er moest schadeloosstelling worden geven voor het ontruimen van woningen; men diende streng te waken tegen eigenmachtige beschikking over gebouwen, materialen, aanplantingen, vee en pluimgedierte door mindere militairen en dwangarbeiders.
- Vijandelijke schuilplaatsen dienden steeds geheel vernietigd of opgeruimd te worden.
- Men diende vrijelijk te beschikken over voorraden in vijandelijke nederzettingen.
- Huiszoekingen dienden in de regel alleen aan officieren of met zorg gekozen onderofficieren te worden opgedragen; zij moesten zodanig worden ingesteld dat niemand zich iets kon toe-eigenen in de te doorzoeken gebouwen: het roven werd krachtig en met strenge straffen tegengegaan.
- De voorkeur werd gegeven aan het levend in handen krijgen van vluchtenden; bevonden zich vrouwen en kinderen onder vluchtende vijanden dan behoorde al het mogelijke gedaan te worden om deze te sparen.
- Ongewapenden mochten nooit als vijand worden beschouwd.
- Vrouwen en kinderen van uitgewekenen, die door patrouilles werden aangetroffen, dienden te worden opgevat en overgegeven aan de bestuursambtenaar of de oeléëbalang.
- Het voortdurend aanroepen (voor het controleren van passen) van mensen, die men tegenkwam of die aan werk op de velden bezig waren, was verboden; slechts indien op een troep werd geschoten, dan wel een bende of voor rust en orde schadelijke personen aanwezig waren, mocht passencontrole zonder nadere last plaatsvinden; streng diende gewaakt te worden tegen ruw optreden van ondergeschikten.

De bestuurstijl, de praktische ethiek, kon uit het voorgaande blijken, maar er was meer; de dorpshoofden werden beloond en de machtige oeléëbalang, mohammedaanse voorgangers die vervuld waren van haat en "jihad", werden vernederd. Wanneer Swart een dorpsbevolking bestraffend had toegesproken trok hij soms bij wijze van geringschattende straf aan het oor van de plaatselijke oeléëbalang. Zo werd hij in de ogen van de toeschouwers een Toean besar, Maleis voor Grote heer terwijl het prestige van de voorganger afnam. Na enige tijd was het afgelopen met de voortdurende sabotage van de Nederlandse Atjeh Tram en de guerrilla-aanvallen. Op 2 september 1909 werd Swart door Koningin Wilhelmina benoemd tot Commandeur in de Militaire Willems-Orde. Helemaal gezagsgetrouw werd Atjeh nooit. Na het commando over Atjeh in 1918 te hebben overgedragen werd hij vicepresident van de Raad van Nederlands Indië en in 1922 gepensioneerd. Hij was adjudant van koningin Wilhelmina en de zwager en vriend van majoor Watrin.

## Pensionering
Na zijn pensionering bleef hij in Nederland betrokken bij bijeenkomsten van oud-strijders. Zo trad hij onder andere op als spreker op diverse ridderdagen van de van Koninklijke Bond van ridders in de Militaire Willems-Orde beneden de rang van officier te Amsterdam, was hij een der voormannen van het Verbond voor Nationaal Herstel en erelid van de Vereniging van Officieren van Land- en Zeemacht en Civiele Ambtenaren in Nederland en Koloniën, Ridders der Militaire Willems-Orde.